# Sebastes
Sebastes Cuvier, 1829 è un genere di pesci ossei della famiglia Sebastidae, e comprende 102 specie. Lo scorfano atlantico è la specie commestibile più conosciuta in Europa.

## Distribuzione e habitat
La maggior parte di queste specie vive nel Pacifico settentrionale, con l'eccezione di quattro specie nell'Atlantico settentrionale e di una specie nelle zone meridionali di questi oceani. La zona con più diversità di Sebastes è la costa sud della California, dove ne vivono 56 specie.
Vivono a profondità molto variabili, dalla fascia intertidale fino a più di 3000 metri; sono pesci demersali, che rimangono vicini al substrato, quasi sempre roccioso. Alcune specie sono piuttosto longeve e alcune sono annoverate tra le specie di pesci che vivono più a lungo sulla Terra: in Alaska sono stati trovati esemplari di oltre 200 anni.

## Età
I fossili più antichi di Sebastes sono stati rinvenuti in California e datano al Miocene, nonostante un fossile ritrovato di recente in Belgio sembra provenire dall'Oligocene.

## Interazioni con l'uomo
Questi pesci vengono catturati dall'uomo per la pesca sia sportiva che commerciale e le popolazioni di molte specie sono in rapida diminuzione. Possono essere ospitati soltanto negli acquari pubblici, viste le grandi dimensioni raggiunte da questi pesci.

## Specie
- Sebastes aleutianus
- Sebastes alutus
- Sebastes atrovirens
- Sebastes auriculatus
- Sebastes aurora
- Sebastes babcocki
- Sebastes baramenuke
- Sebastes borealis
- Sebastes brevispinis
- Sebastes capensis
- Sebastes carnatus
- Sebastes caurinus
- Sebastes chlorostictus
- Sebastes chrysomelas
- Sebastes ciliatus
- Sebastes constellatus
- Sebastes cortezi
- Sebastes crameri
- Sebastes dallii
- Sebastes diploproa
- Sebastes elongatus
- Sebastes emphaeus
- Sebastes ensifer
- Sebastes entomelas
- Sebastes eos
- Sebastes exsul
- Sebastes fasciatus
- Sebastes flammeus
- Sebastes flavidus
- Sebastes gilli
- Sebastes glaucus
- Sebastes goodei
- Sebastes helvomaculatus
- Sebastes hopkinsi
- Sebastes hubbsi
- Sebastes ijimae
- Sebastes inermis
- Sebastes iracundus
- Sebastes itinus
- Sebastes jordani
- Sebastes joyneri
- Sebastes kawaradae
- Sebastes koreanus
- Sebastes lentiginosus
- Sebastes levis
- Sebastes longispinis
- Sebastes macdonaldi
- Sebastes maliger
- Sebastes matsubarae
- Sebastes melanops
- Sebastes melanosema
- Sebastes melanostomus
- Sebastes mentella
- Sebastes miniatus
- Sebastes minor
- Sebastes moseri
- Sebastes mystinus
- Sebastes nebulosus
- Sebastes nigrocinctus
- Sebastes nivosus

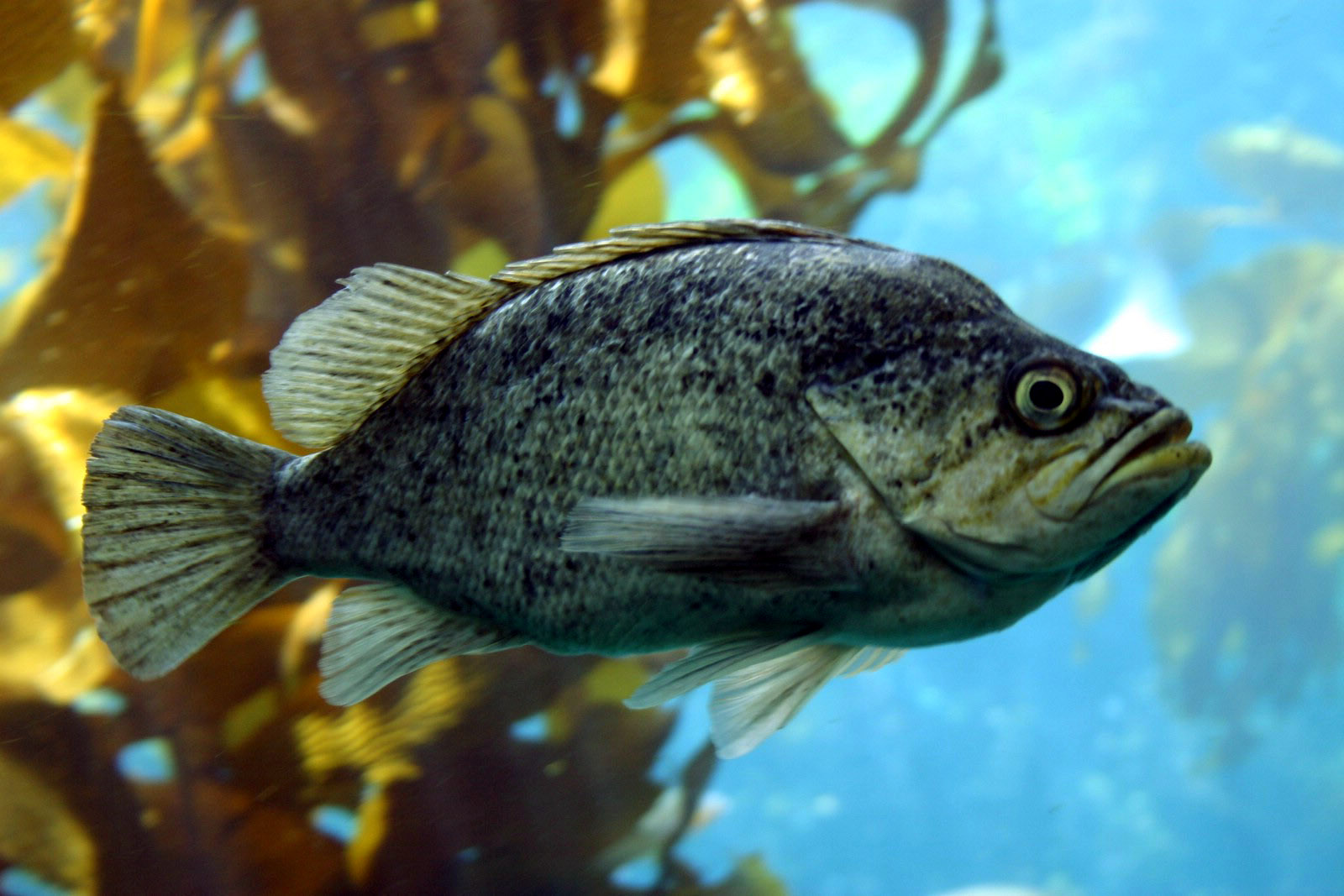
Sebastes atrovirens

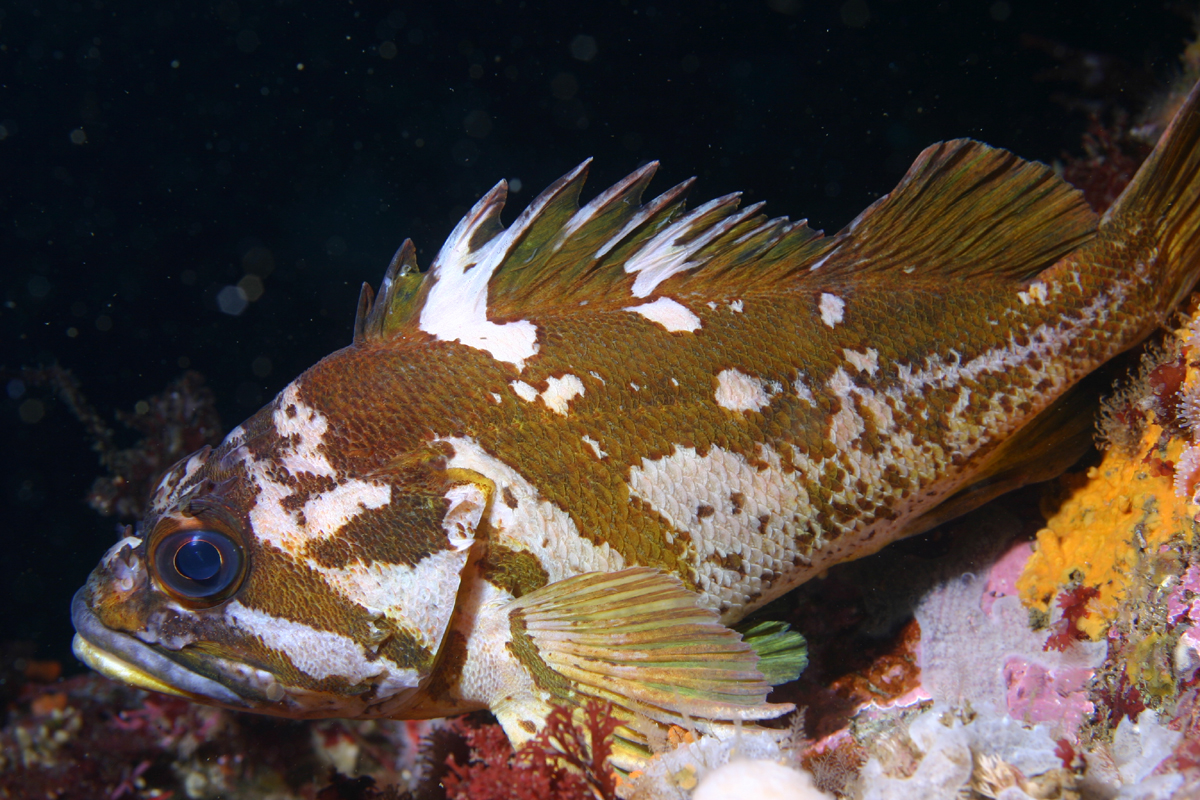
Sebastes carnatus

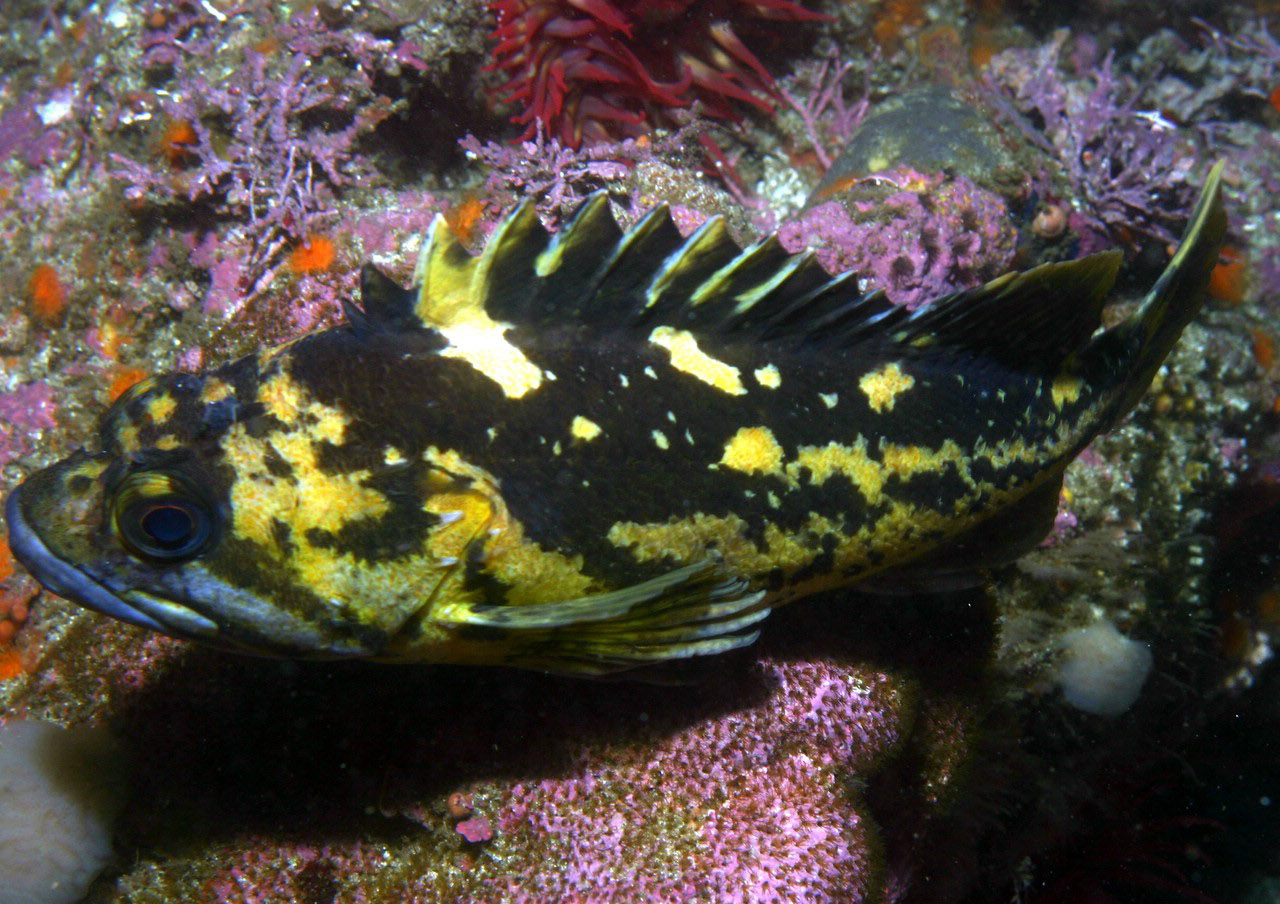
Sebastes chrysomelas

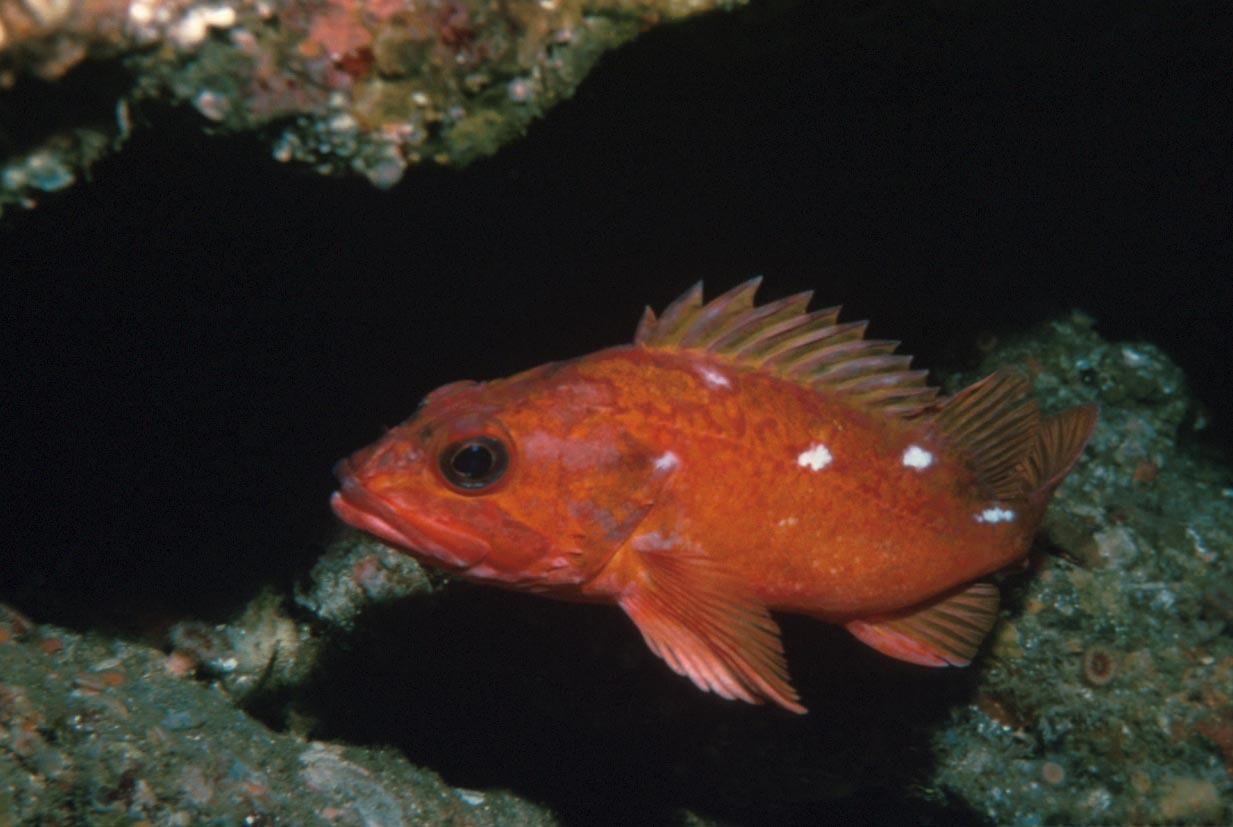
Sebastes costellatus

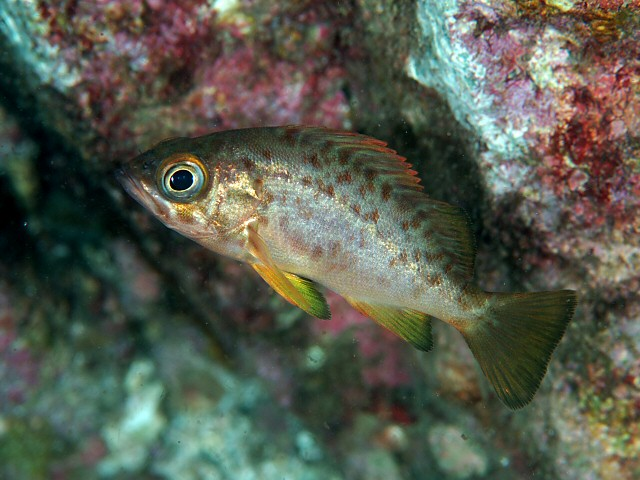
Sebastes inermis

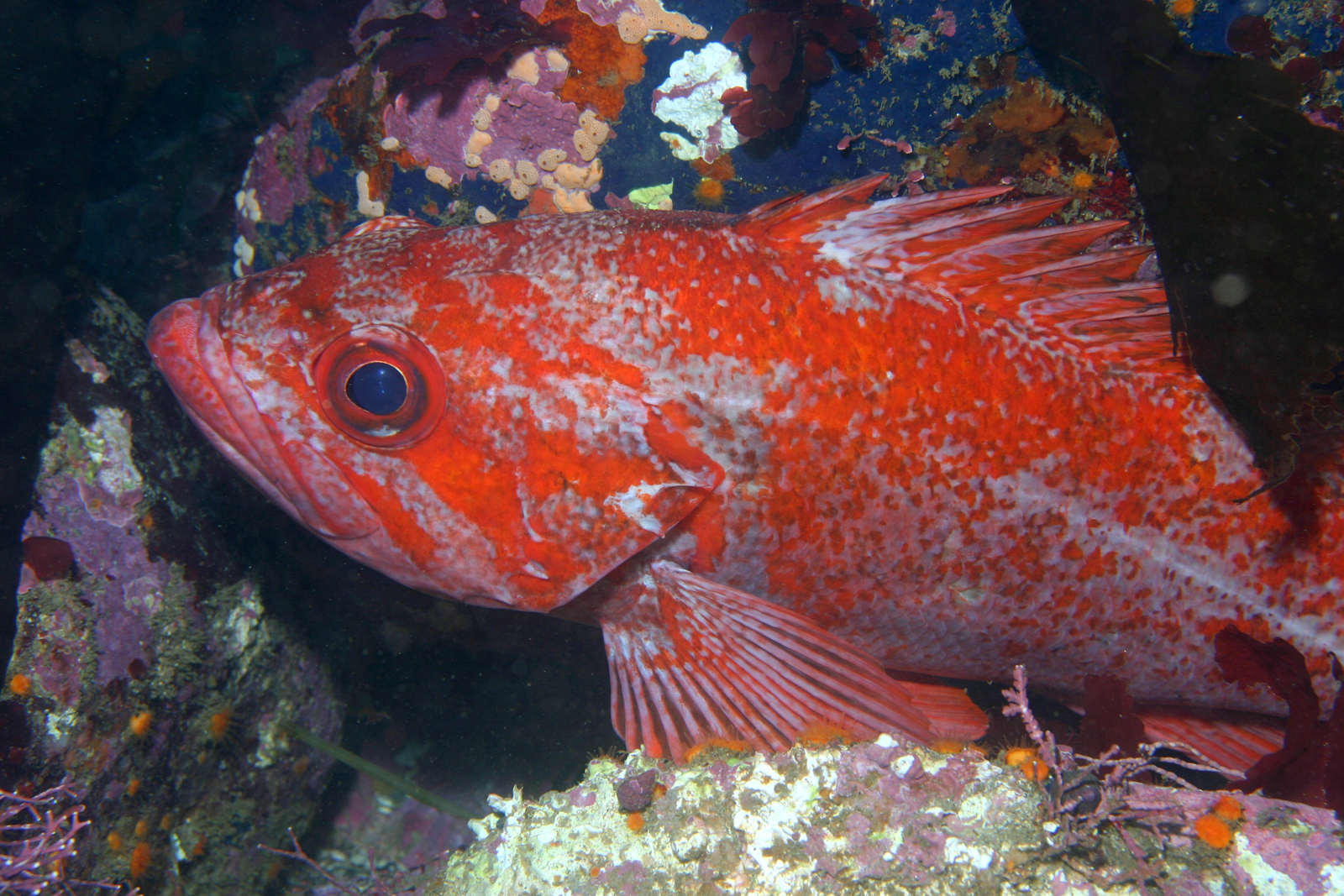
Sebastes miniatus

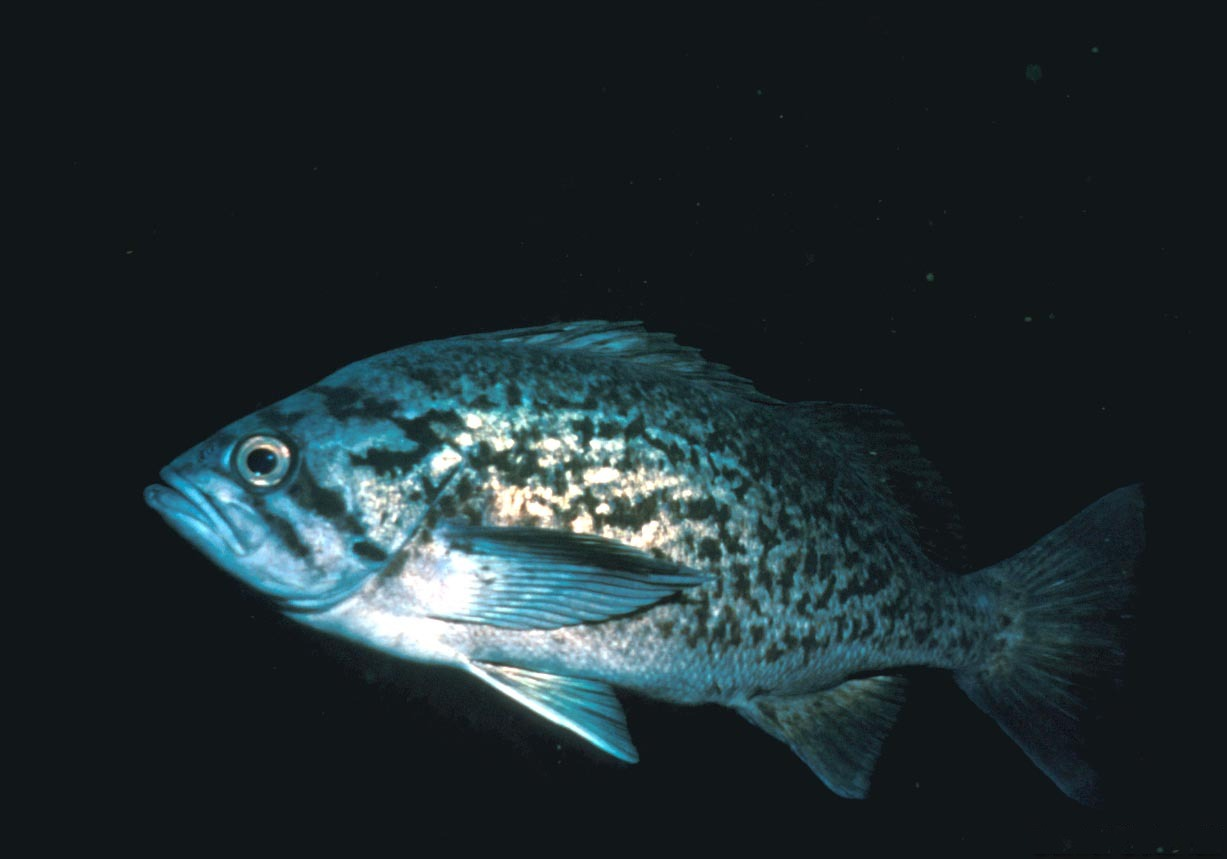
Sebastes mystinus

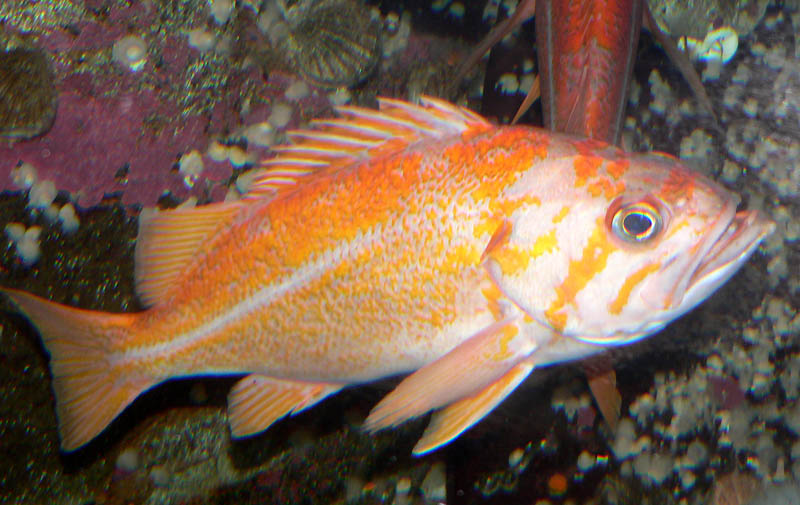
Sebastes pinniger

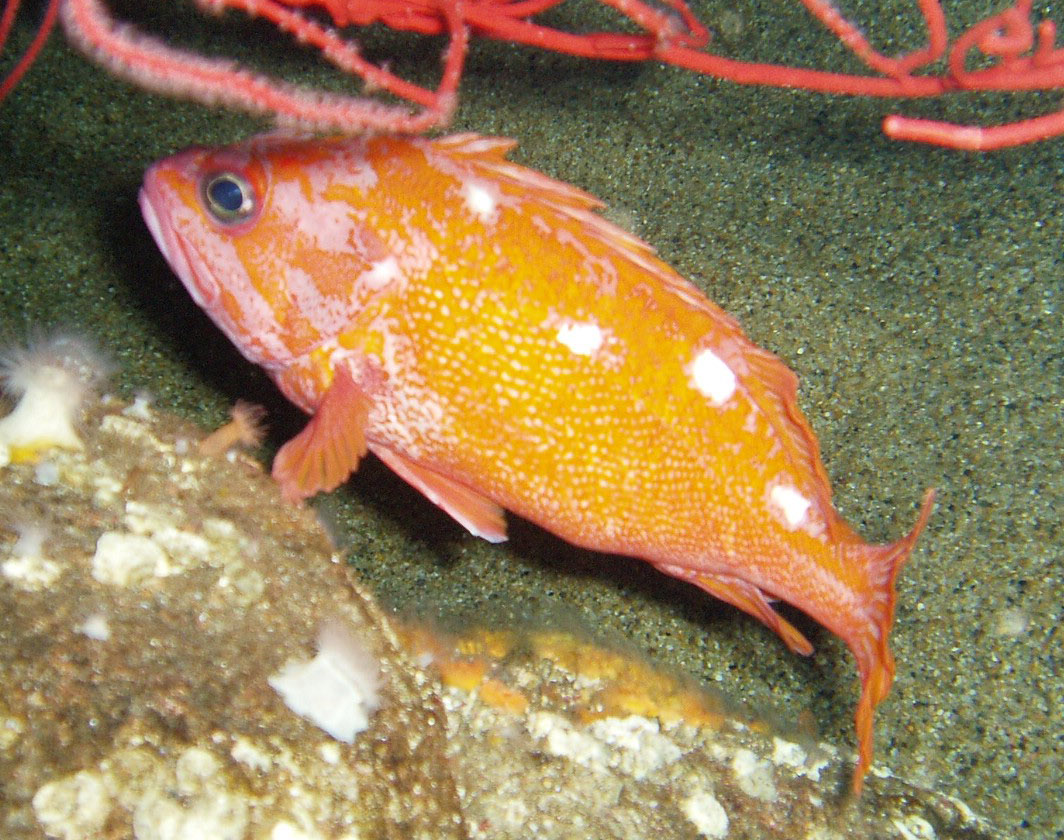
Sebastes rosaceus

- Sebastes norvegicus - scorfano atlantico
- Sebastes notius
- Sebastes oblongus
- Sebastes oculatus
- Sebastes ovalis
- Sebastes owstoni
- Sebastes pachycephalus
- Sebastes paucispinis
- Sebastes peduncularis
- Sebastes phillipsi
- Sebastes pinniger
- Sebastes polyspinis
- Sebastes proriger
- Sebastes rastrelliger
- Sebastes reedi
- Sebastes rosaceus
- Sebastes rosenblatti
- Sebastes ruber
- Sebastes ruberrimus
- Sebastes rubrivinctus
- Sebastes rufinanus
- Sebastes rufus
- Sebastes saxicola
- Sebastes schlegelii
- Sebastes scythropus
- Sebastes semicinctus
- Sebastes serranoides
- Sebastes serriceps
- Sebastes simulator
- Sebastes sinensis
- Sebastes spinorbis
- Sebastes steindachneri
- Sebastes swifti
- Sebastes taczanowskii
- Sebastes thompsoni
- Sebastes trivittatus
- Sebastes umbrosus
- Sebastes variegatus
- Sebastes varispinis
- Sebastes ventricosus
- Sebastes viviparus
- Sebastes vulpes
- Sebastes wakiyai
- Sebastes wilsoni
- Sebastes zacentrus
- Sebastes zonatus